# Ryu Han-su
Ryu Han-su (Daegu, 1º febbraio 1988) è un lottatore sudcoreano, specializzato nella lotta greco-romana.

## Palmarès
- Mondiali

Budapest 2013: oro nei 66 kg
Las Vegas 2015: argento nei 66 kg
Parigi 2017: oro nei 66 kg
- Giochi asiatici

Incheon 2014: oro nei 66 kg
Giacarta e Palembang 2018: oro nei 67 kg
- Campionati asiatici

Astana 2014: bronzo nei 66 kg
Doha 2015: oro nei 66 kg
Xi'an 2019: oro nei 67 kg
Nuova Delhi 2020: oro nei 67 kg
Almaty 2021: oro nei 72 kg
Ulaanbaatar 2022: argento nei 67 kg